# 米哈伊尔·卡拉什尼科夫
米哈伊爾·季莫費耶維奇·卡拉什尼科夫（羅馬化：Mikhail Timofeyevich Kalashnikov；1919年11月10日—2013年12月23日），蘇聯二戰老兵及槍械設計師，蘇軍中将，以設計揚名世界並奠基卡拉什尼科夫槍族的AK-47突擊步槍而聞名，並因此獲頒社會主義勞動英雄以及俄羅斯聯邦英雄的榮譽。

## 生平
卡拉什尼科夫出生于南西伯利亚库里亚的一个农民家庭。青少年时期曾希望成为诗人。1938年，他應徵入伍，開始學習機械技術，並顯示出機械設計的才能。1941年6月22日蘇德戰爭爆發，他曾作為T-34坦克指揮官在軍隊中服役，在1941年10月手臂嚴重受傷。卡拉什尼科夫在野戰醫院療傷時，打聽著傷員們常在一起抱怨蘇聯槍械的拙劣性能和前線德軍使用的自動武器，於是萌發了設計輕武器的念頭。回家養傷期間，他設計出第一支衝鋒槍PPK-42，引起軍方的注意。1943年，他進入正規學校，並被分配到武器試驗場擔任技術員（而不是一般人所想像的是一名技工）。而在此同時，也認識了另一位槍械設計師阿列克謝·伊萬諾維奇·蘇達耶夫（PPS-43衝鋒槍的發明者）。

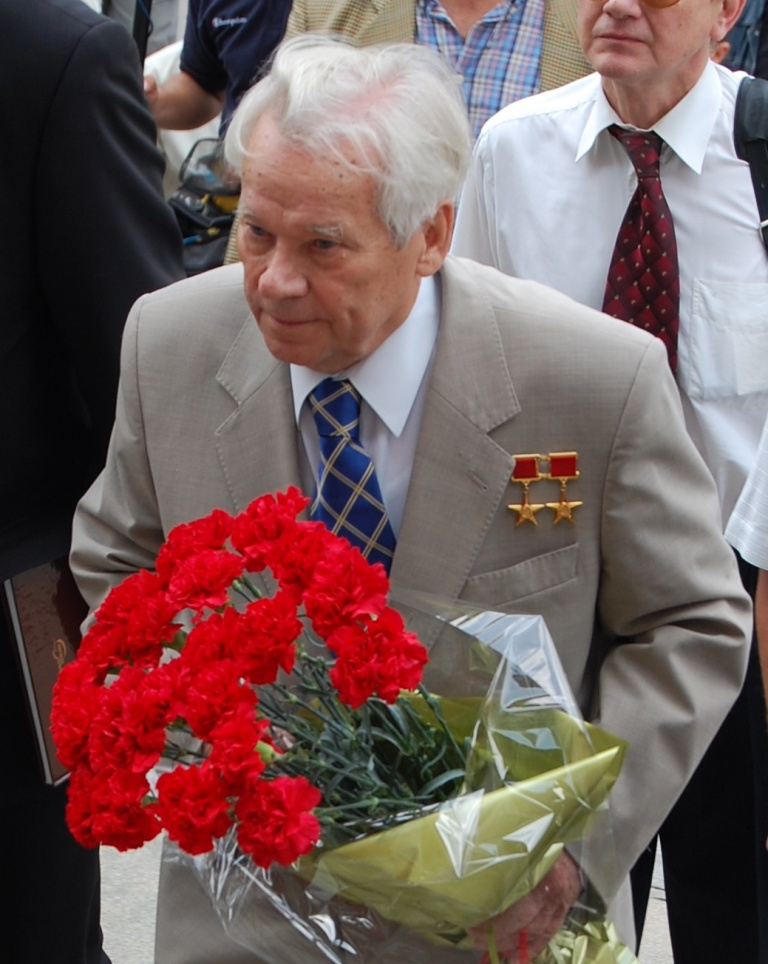
卡拉什尼科夫，2007年攝於俄都莫斯科

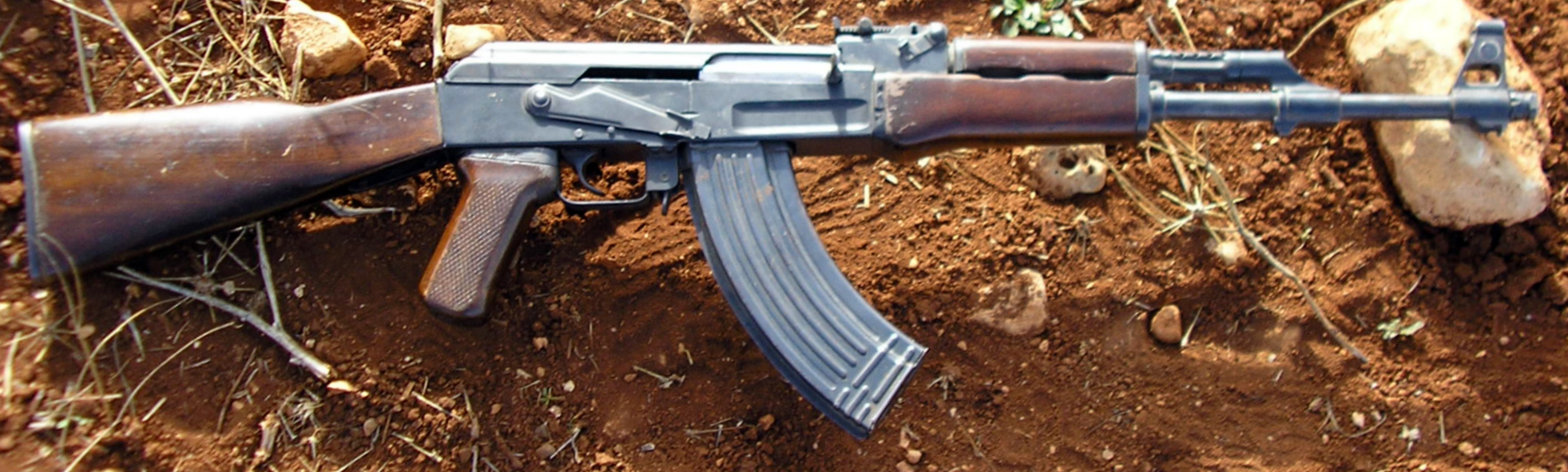
著名的卡拉什尼科夫自動步槍。

1944年，卡拉什尼科夫根據7.62×39毫米M43中間型威力槍彈設計了一支半自動卡賓槍。他設計的閉鎖機構日後成為卡拉什尼科夫系列槍械的核心。1946年，經過接連的嘗試後，他製作出可連發射擊的樣槍（AK-46），成為此後AK系列槍械的首個原型。經過風沙泥水等惡劣環境中嚴格測試，改進了導氣裝置與活塞系統的版本於1947年被命名為"AK-47"，這一年卡拉什尼科夫僅28歲。蘇聯軍方要求生產1,500支作實地測試，但測試結果仍然未能讓他們滿意。直到於1949年推出的改良版本才獲蘇軍認可並正式採用，該槍被蘇軍命名為，即"7.62毫米卡拉什尼科夫自動步槍"，除了是蘇聯軍隊的制式武器之外，AK系列步槍亦成為世界上使用最廣泛的步槍之一。
在1950年代至1970年代，卡拉什尼科夫設計了一系列槍械。他在AK改進型（即AKM）的基礎上發展了班用機槍，著名的有RPK（來自俄語，意思是卡拉什尼科夫輕機槍），還有PK通用機槍（來自俄語，意思是卡拉什尼科夫機槍）。除了採用彈鏈供彈方式而不是彈匣外，其它基本設計近乎相同。
在卡拉什尼科夫後期的職業生涯中，他設計的AK-74小口徑突擊步槍再次成為蘇軍制式武器。
卡拉什尼科夫幾乎成為1950年代-1980年代蘇軍班排裝備的槍械的代名詞。他負責設計的輕武器成為一個完整的高效能的槍族，包括步槍、輕機槍、通用機槍。以可靠耐用，結構簡單，便於生產的特點聞名於世。壟斷了1950年代之後蘇聯輕武器領域50多年。前蘇聯政府因他的重大貢獻多次授予他各種榮譽、獎章。卡拉什尼科夫的槍械系統影響了多個國家的槍械設計風格。他被譽為「世界槍王」。當今世界範圍內的槍械設計方面能和卡拉什尼科夫相提並論的只有美國的尤金·斯通納（M16突擊步槍的設計者）。
1990年代的卡拉什尼科夫基本退出了軍用槍械研製領域，他的兒子维克多後來也成為了槍械設計師，并与另一位前苏联枪械设计大师、SVD狙击步枪设计者叶甫根尼·费多洛维奇·德拉贡诺夫的儿子阿列克谢·德拉贡诺夫成功合作研制出PP-19野牛冲锋枪。
不過，由于國內需求萎縮和自身經營狀況不佳，製造商的前景並不被包括俄軍方官員在內的業內人士看好。2012年4月6日，曾因生產AK而聲名大噪的伊熱夫斯克機器制造廠（伊茲瑪什公司下屬企業）宣布進入破產程序，迫使包括“槍王”卡拉什尼科夫本人在內的員工紛紛上書莫斯科，請求政府和軍隊多採購國貨而非歐美槍械，以保護搖搖欲墜的本國輕武器工業。
2013年12月23日，卡拉什尼科夫在俄罗斯乌德穆尔特共和国伊热夫斯克不幸病逝，其葬礼于12月26日举行。在他逝世前一年，他曾經向東正教會寫了一封懺悔信，當中他表示他因為自己的發明奪走了很多人的生命，而感到精神上的痛苦，這封懺悔信在他逝世大概1個月後公開。

## 家庭
卡拉什尼科夫结过两次婚。第一任妻子是叶卡捷琳娜·丹尼洛夫娜·阿斯塔科娃。第二任妻子是叶卡捷琳娜·维克多洛夫娜·莫沙耶娃（1921–1977，婚后隨夫姓改名為叶卡捷琳娜·维克多洛夫娜·卡拉什尼科夫）。第二任妻子也是一名枪械工程师，并且帮助卡拉什尼科夫完成了大量的绘图工作。卡拉什尼科夫有四个孩子：继女涅丽（1942年出生），伊莲娜（1948年出生），娜塔莉娅（1948年出生），儿子维克多（1942年出生）。维克多也是一名杰出的枪械设计师。

## 著名產品
- AK
- AKM
- AK-74
- AKS-74U
- RPK
- RPK-74
- PK/PKM
- Saiga-12

### 引用
1. ↑  “世界枪王”AK-47之父卡拉什尼科夫去世 的存檔，存档日期2013-12-24.，亚太日报，2013年12月24日
2. ↑  カラシニコフ氏が死去　自動小銃「ＡＫ４７」を開発 （页面存档备份，存于） - 朝日新聞DIGITAL、2013年12月24日
3. ↑  AK47殺人最多 設計者辭世 （页面存档备份，存于）,中央社,2013年12月24日
4. ↑  軍武》AK-47步槍之父辭世　享壽94歲 （页面存档备份，存于）,今日新聞,2013年12月24日-11:18.
5. ↑  . 纽约时报中文网. 2013年12月24日  [2013-12-26]. （原始内容存档于2020-12-22）.
6. ↑  AK-47 Inventor Doesn't Lose Sleep Over Havoc Wrought With His Invention （页面存档备份，存于）,Associated Press,2007年7月6日.
7. ↑  . 俄羅斯新聞社.   [2013-12-23]. （原始内容存档于2018-10-13） （俄语）.
8. ↑  . BBC News 中文. 2014-01-13  [2024-10-09]. （原始内容存档于2021-11-20） （中文（繁體））.

## 外部連結
- （英文） AK-47 Inventor Doesn't Lose Sleep （页面存档备份，存于）
- （英文） Kalashnikov Museum virtual tour （页面存档备份，存于）
- （中文） AK-47面世60週年慶典